# Aplidium abyssum
Aplidium abyssum är en sjöpungsart som beskrevs av Kott 1969. Aplidium abyssum ingår i släktet Aplidium och familjen klumpsjöpungar. Inga underarter finns listade i Catalogue of Life.